# 步兵支援武器
步兵支援武器是指發給兩名或兩名以上人員操作的任何武器系統，用以執行相同或單獨的任務，以最高的效率運行，步兵支援武器的重量和體積通常還需要多名人員進行運輸。
步兵操作的步兵支援武器包括狙擊步槍、反器材步槍、機槍、自動榴彈發射器、迫擊砲、反坦克炮、高射炮、無後座力炮、肩托式導彈。